# Bradford, Pennsylvania
Bradford là một thành phố thuộc quận McKean, tiểu bang Pennsylvania, Hoa Kỳ. Năm 2010, dân số của xã này là 8770 người.